# Stazione di Bistagno
Stazione di Bistagno vasútállomás Olaszországban, Bistagno településen.

## Vasútvonalak
Az állomást az alábbi vasútvonalak érintik:
- Alessandria–San Giuseppe di Cairo-vasútvonal

## Kapcsolódó állomások
A vasútállomáshoz az alábbi állomások vannak a legközelebb:
- Stazione di Ponti
- Stazione di Terzo-Montabone